# 1 Modliński Batalion Saperów

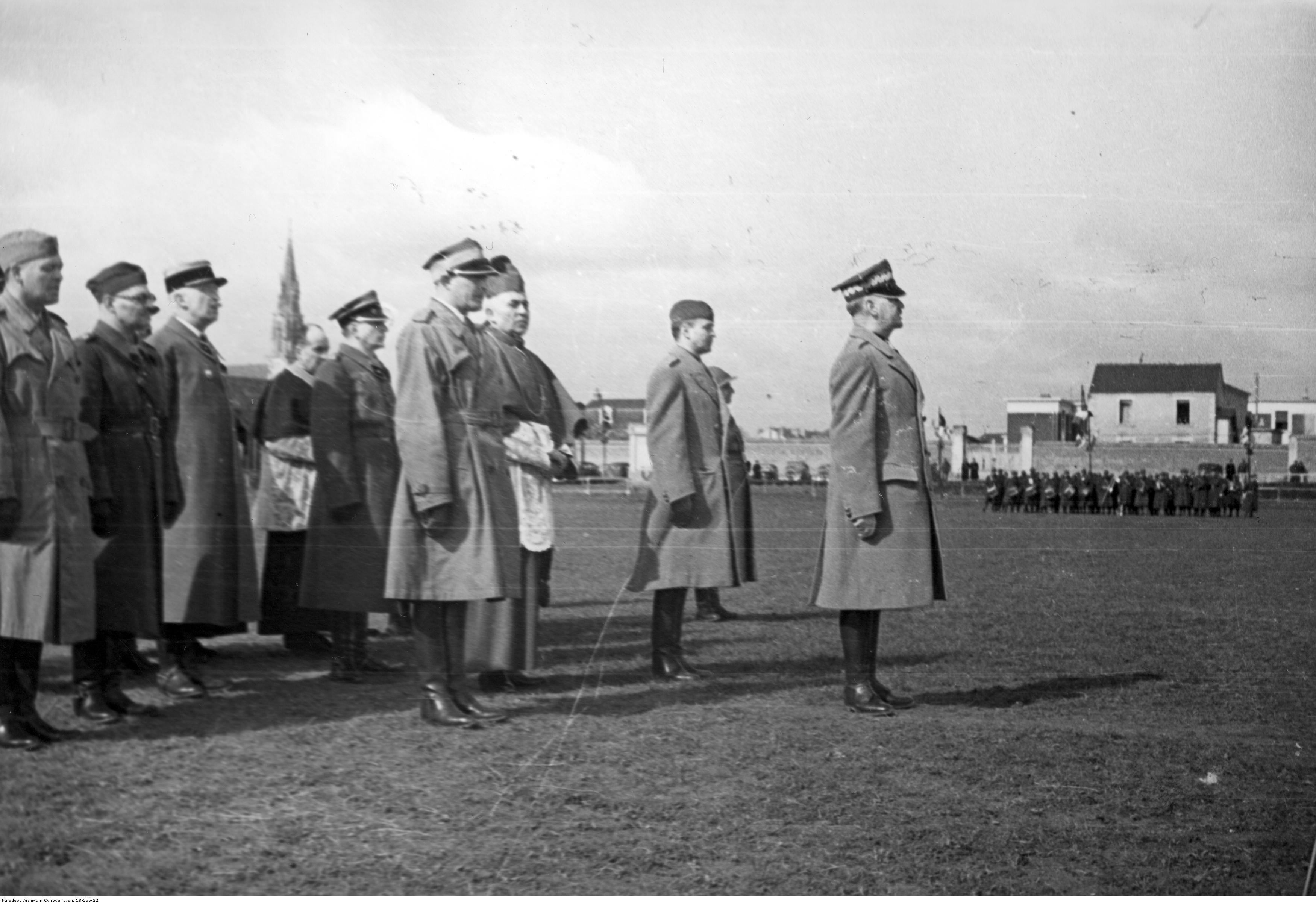
Uroczystość wręczenia sztandarów oddziałom saperów polskich we Francji; Anger, 30 marca 1940 r.

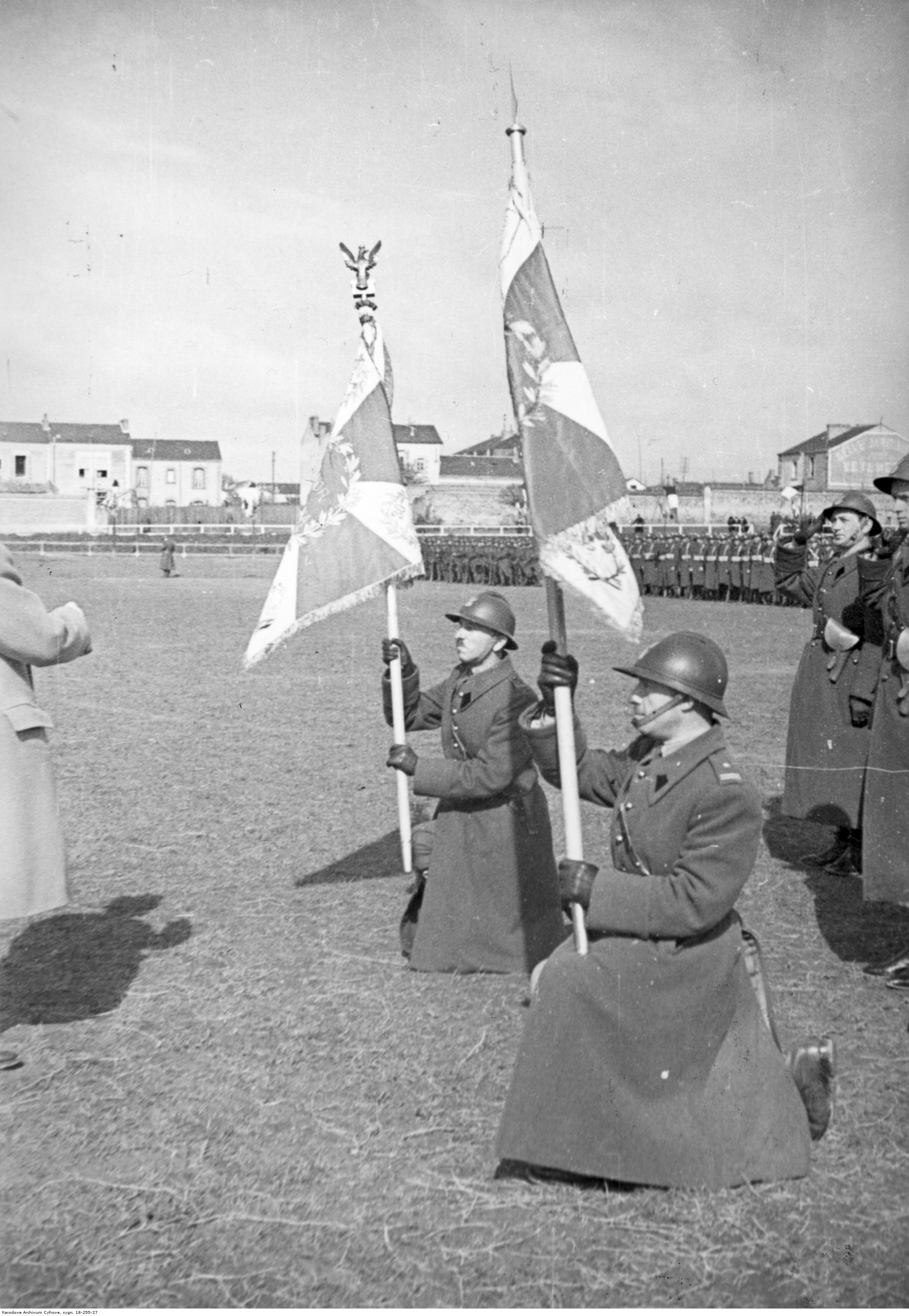
Dowódcy baonów mjr Kazimierz Łukasiewicz i mjr Teodor Rzewuski z wręczonymi sztandarami

1 Modliński Batalion Saperów im. Tadeusza Kościuszki (1 bsap) – oddział saperów Wojska Polskiego we Francji.
Batalion wchodził w skład 1 Dywizji Grenadierów. Walczył w kampanii francuskiej 1940. Rozwiązany razem z dywizją 21 czerwca 1940.

## Obsada personalna
Obsada personalna batalionu 3 maja 1940
- dowódca batalionu – mjr Kazimierz Marian Łukasiewicz
- adiutant – por. Zygmunt Członkowski

1 kompania
- dowódca kompanii – kpt. Tadeusz Banaszkiewicz
- dowódca plutonu – por. Paweł Szynkaruk
- zastępca dowódcy plutonu – asp. Kohut-Koszut
- dowódca plutonu – por. Adam Doboszyński
- dowódca plutonu – por. Bolesław Wendorff
- zastępca dowódcy plutonu – asp. Stanisław Łazarewicz
- dowódca plutonu – ppor. Roman Rejenciak
- dowódca plutonu dowodzenia – asp. Witanko (Wilenko)
- zastępca dowódcy plutonu – pchor. Roman Karasiński

2 kompania
- dowódca kompanii – kpt. Jan Rypel
- dowódca plutonu – por. Jan Ceceniowski
- dowódca plutonu – por. Antoni Mokrzecki
- zastępca dowódcy plutonu – asp. Aleksander Paprzycki
- dowódca plutonu – ppor. Aleksander Pattek
- dowódca plutonu – ppor. Jerzy Kasperski
- dowódca plutonu dowodzenia – asp. Andrzejewski

kompania pionierów
- dowódca kompanii – kpt. Kazimierz Stefanowski
- dowódca plutonu – por. Marian Serafiński
- dowódca plutonu – por. Sokołowski
- dowódca plutonu – por. Skowroński
- dowódca plutonu – ppor. Stanisław Miły

## Sztandar
Batalion jako pierwszy z jednostek dywizji otrzymał sztandar. Naczelny Wódz gen. Władysław Sikorski 30 marca 1940 roku w Angers. Był to sztandar 9 pułku saperów stacjonującego w Brześciu nad Bugiem, przemianowanego w 1928 roku na 6 batalion saperów.
W tym dniu odbyło się też zaprzysiężenie żołnierzy batalionu przez biskupa polowego ks. Józefa Gawlinę.
Po przegranej kampanii sztandar został zakopany. Po pewnym czasie odnaleziony przez kpt. inż. Wacława Gąsowskiego i plut. Ryszarda Końskiego, został 24 listopada 1940 roku po przekroczeniu linii demarkacyjnej przewieziony do Grenoble. Stąd przez Hiszpanię dotarł do Wielkiej Brytanii.
Obecnie sztandar  eksponowany jest w Instytucie Polskim i Muzeum im. gen. Sikorskiego w Londynie.